# Ága
Ága es una película dramática búlgara de 2018 dirigida por Milko Lazarov. Fue seleccionada como la entrada búlgara a la Mejor Película Internacional en la 92.os Premios de la Academia, pero no fue nominada.

## Sinopsis
Después de la muerte de su esposa Sedna, Nanook se propone encontrar a su hija Ága, que se escapó hace mucho tiempo.

## Reparto
- Mikhail Aprosimov como Nanook
- Feodosia Ivanova como Sedna
- Sergei Egorov como Chena